# Крутая Балка (Донецкая область)
Крутая Балка (укр. Крута Балка) — посёлок в Ясиноватской городской общине Донецкого района Донецкой области Украины.

## Общие сведения
Население по переписи 2001 года составляло 305 человек. Почтовый индекс — 86000. Телефонный код — 6236.

## Местная власть
86000, Донецкая область, Донецкий район, г. Ясиноватая, ул. Орджоникидзе, 147.